# Annemarie Huwe
Annemarie Huwe geb. Block (* um 1940 in Stettin) ist eine ehemalige deutsche Tischtennisspielerin mit aktiver Zeit in den 1960er und 1970er Jahren. Bei der Deutschen Meisterschaft 1966 gewann sie Bronze im Doppel.

## Werdegang
Annemarie Huwe wurde in Stettin als Annemarie Block geboren. Eine Schwester war die Tischtennisspielerin Monika Block. 1944 floh die Familie nach Eckernförde und zog 1949 nach Kiel um. 1957 trat Annemarie Block dem Verein Kieler TTK Grün-Weiß bei. Hier wurde sie von Horst Huwe trainiert, den sie 1962 heiratete.
Zusammen mit Annegret Steffien erreichte sie bei der Deutschen Meisterschaft 1966 das Halbfinale im Doppel, das gegen Margrit Siebert/Ursula Isler verloren ging. Zwischen den 1980er Jahren und 2005 gewann sie weitere Medaillen in Senioren-Turnieren.
Beruflich war sie beim Landessportverband im Haus des Sports tätig. Später übernahm sie Aufgaben beim Tischtennis-Verband Schleswig-Holstein, ehe sie sich hier im Juli 2022 zurückzog.